# Джейн Эйр (телесериал, 1983)
«Джейн Эйр» (англ. Jane Eyre) — телеэкранизация одноимённого романа английской писательницы Шарлотты Бронте. Это вторая экранизация, выпущенная BBC. 

## Сюжет
Джейн Эйр, скромная, но гордая и независимая девушка-сирота, устраивается гувернанткой в поместье мистера Рочестера. Полюбив друг друга, Джейн и Рочестер собираются пожениться. Став невестой любимого человека и испытав небывалое счастье, Джейн сохраняет самообладание и независимость.
Она продолжает давать уроки его подопечной и отвергает роскошные подарки жениха. Но в день свадьбы открывается страшная тайна, которая может навсегда разрушить мечты влюблённых и полностью изменяет всё в их жизни.

## В ролях
- Зила Кларк — Джейн Эйр
- Тимоти Далтон — Эдвард Фэйрфакс Рочестер
- Мэри Тамм — Бланш Ингрэм
- Кэрол Гиллис — Грейс Пул
- Джин Харви — миссис Фэйрфакс
- Бланш Юиноу — Адель Варанс
- Джулия Кэпплман — Берта
- Дэмиен Томас — Ричард Мейсон
- Колин Дживонс — мистер Бриггс
- Ив Мэтисон — Леа
- Кейт Дэвид — Бесси
- Элен Доннелли — Диана Риверс
- Мораг Худ — Мэри Риверс
- Эндрю Бикнелл — Сент-Джон Риверс
- Джеймс Маркус — Джон Рид
- Эмма Джейкобс — Элиза Рид
- Джуди Корнуэлл — миссис Рид
- Алан Кокс — юный Джон Рид
- Джемма Уокер — юная Джорджиана Рид
- Трейси Чайлдс — Джорджиана Рид
- Кэтрин Ирвин — юная Элиза Рид
- Роберт Джеймс — мистер Броклхёрст
- Сиан Паттенден — юная Джейн Эйр
- Колетт Баркер — Элен Бёрнс

## Производство
Сериал снимался в Англии. В качестве Торнфилд-Холла был заснят расположенный рядом с Корби в графстве Нортгемптоншир Дин-Парк. При трансляции сериал был разбит на 11 получасовых серий, но версия, выпущенная на VHS и DVD, была перемонтирована до 4 одночасовых серий, из-за чего ряд сцен в эту версию не вошёл. В свою очередь, даже в расширенной версии отсутствует ряд эпизодов с Бланш Ингрем (единственное большое отличие данной экранизации) — сыгравшая её Мэри Тэмм утверждала, что её роль была значительно шире.
Сыгравший мистера Рочестера Тимоти Далтон считает эту роль лучшей в своей карьере.

## Награды и номинации
- 1983 — BAFTA Awards — Номинация — BAFTA TV Award — Best Children’s Programme (Entertainment/Drama) — Барри Леттс, Джулиан Эмьес[1]
- 1985 — CableACE Awards — Номинация — ACE — Actress in a Movie or Miniseries — Зила Кларк[2]

## Роли озвучивали
- Надежда Румянцева — Джейн Эйр
- Владимир Герасимов — Эдвард Рочестер
- Наталья Власова
- Людмила Гнилова
- Наталья Защипина
- Герман Коваленко
- Всеволод Ларионов
- Александра Назарова
- Виталий Ованесов